# NGC 7424
في الفهرس العام الجديد NGC 7424 هي مجرة حلزونية ضلعية تقع على بُعد 37.5 مليون سنة ضوئية في كوكبة الكركي الجنوبية اكتشفت في 5 سبتمبر 1834 من قبل جون هيرشل.
حجم المجرة (يقارب 100,000 سنة ضوئية) مما يجعلها مماثلة لمجرتنا درب التبانة. وتسمى المجرة «ذات التصميم العظيم» بسبب الأذرع الحلزونية الواضحة المعالم. ولقد تم اكتشاف مستعر أعظم (2001ig) واحد في الحافة الخارجية للمجرة من قبل الفلكي الهاوي الأسترالي روبرت إيفانز في 10 ديسمبر 2001. ومصدرين للأشعة السينية فائقة السطوع في مايو ويونيو 2002 .

## الخصائص
NGC 7424 مجرة وسط بين مجرة حلزونية عادية (SA) ومجرة حلزونية ضلعية (SB). وتشمل الميزات الأخرى وجود هيكل مركزي شبة حلقي وسطوع نواة منخفض نسبيا بالمقارنة مع الأذرع. اللون الأحمر لقضيب المجرة البارز يشير إلى وجود عدد أكبر من جمهرة النجوم القديمة بينما يشير لون الأذرع الحرة الأزرق الساطع إلى وجود هيدروجين مؤين وعناقيد من النجوم الضخمة والحديثة. NGC 7424 مدرجة كعضو في مجموعة IC 1459 الكركي المجرية، ولكن يشتبه في كونها «مجرة وحيدة». أي أنها ليس مرتبطة بالجاذبية بأي مجموعة

## وصلات خارجية
- NGC 7424 على موقع ويكي سكاي: DSS2, SDSS, GALEX, IRAS, Hydrogen α, X-Ray, Astrophoto, Sky Map, Articles and images
- المجرة الحلزونية الرائعة NGC 7424